# Porto Alegre (São Tomé e Príncipe)
Porto Alegre é uma vila no Distrito de Caué, na Ilha de São Tomé, em São Tomé e Príncipe. Sua população é de 525 (estimativa de 2008). A localidade Alto Douro fica a 2,5 km ao norte de Porto Alegre.
A aldeia é a mais meridional da ilha e é o terminal sul da estrada principal que liga a ilha de São Tomé através de sua parte oriental. 3 km ao sul encontra-se a linha do Equador.